# Saint-Victor-la-Cost
Saint-Victor-la-Coste là một xã ở tỉnh Gard. Xã này có diện tích 26,64 kilômét vuông, dân số năm 1999 là 1524 người. Khu vực này có độ cao trung bình 138 mét trên mực nước biển.